# Roman Wachełko
Roman Wachełko (ur. 30 stycznia 1953 w Żyrardowie) – polski piłkarz, pomocnik.
Był wychowankiem Żyrardowianki Żyrardów, z której przeszedł do Legii Warszawa. Następnie przez 10 lat występował w Bałtyku Gdynia na szczeblu I i II ligi. Razem w I lidze wystąpił w 113 meczach, zdobywając w nich 19 bramek (Legia 6-1, Bałtyk 107-18). W rozgrywkach Pucharu Intertoto wystąpił w 7 spotkaniach (Legia 1, Bałtyk 6). Razem w Bałtyku wystąpił w 262 ligowych spotkaniach. W ostatnich latach kariery występy w Bałtyku przeplatał z grą w polonijnej drużynie z Nowego Jorku, a karierę zakończył w Belgii w wieku 42 lat.